# Xavier Henry
Xavier Henry (ur. 15 marca 1991 w Gandawie, w Belgii) – amerykański koszykarz, grający na pozycji rzucającego obrońcy.
W 2009 wystąpił w meczu gwiazd amerykańskich szkół średnich - McDonald’s All-American.
Absolwent szkoły średniej Putnam City i uniwersytetu Kansas. Profesjonalną karierę rozpoczął w 2010, gdy po college zdecydował się wziąć udział w drafcie. Grizzlies wybrali go z 12 numerem draftu 2010.
Po rozegraniu jednego sezonu w barwach Memphis Grizzlies został oddany w wymianie między trzema klubami do New Orleans Pelicans.
5 września 2013 podpisał roczny kontrakt z Los Angeles Lakers. 25 lipca 2014 przedłużył kontrakt na jeszcze jeden sezon. 24 listopada 2014 ogłoszono, że z powodu zerwania ścięgna Achillesa opuści resztę sezonu 2014/15. 28 grudnia 2014 został zwolniony przez Lakers.